# Carex stramentitia
Carex stramentitia là một loài thực vật có hoa trong họ Cói. Loài này được Boott ex Boeckeler mô tả khoa học đầu tiên năm 1876.